# La lunga via del ritorno
La lunga via del ritorno (The Long Road Home in lingua originale) è una miniserie a fumetti di cinque numeri (quattro nell'edizione italiana), scritta da Robin Furth e Peter David e illustrata da Jae Lee e Richard Isanove, pubblicata dalla Marvel Comics a partire dal 5 marzo 2008 con cadenza mensile.
Si tratta del secondo di una serie di cinque cicli narrativi a fumetti basati sulla saga della Torre Nera di Stephen King. Lo scrittore è accreditato come direttore creativo ed esecutivo del progetto.
Mentre la miniserie precedente, La nascita del pistolero, riassumeva gli eventi raccontati nel quarto romanzo della saga letteraria, La sfera del buio, a partire da questa, in cui viene narrato il ritorno di Roland di Gilead e del suo ka-tet da Mejis a Gilead, gli autori Furth e David propongono materiale del tutto inedito.

## Trama

### Parte prima
Ad Hambry, nella baronia di Mejis, il ka-tet formato dai giovani pistoleri Roland Deschain, Cuthbert Allgood e Alain Johns ha sorprendentemente prevalso sui ben più numerosi avversari, al servizio di Farson il Buono. Ora però i tre giovani devono scappare di fronte al desiderio di vendetta degli uomini di Hambry, guidati da Clay Reynolds, l'ultimo sopravvissuto dei Grandi Cacciatori della Bara.
Ma Alain e Cuthbert si trovano a dover fare a meno dell'aiuto di Roland perché questi, straziato dalla morte dell'amata Susan, ha sparato per la frustrazione al Pompelmo di Maerlyn, una delle sfere dell'Iride del Mago, e la sua mente è stata risucchiata dall'oggetto magico, lasciando il suo corpo incosciente. I due riescono a rallentare gli inseguitori uccidendo il cavallo di Reynolds poi, giunti ad un fiume, Cuthbert tenta di guadarlo, convinto che sia il modo migliore per far perdere le loro tracce, ma la corrente è troppo forte e solo l'aiuto del più prudente Alain lo salva dal precipitare, forse fatalmente, in una cascata.
Intanto gli inseguitori sono a loro volta seguiti dal piccolo Sheemie, spinto dal senso di colpa per non essere stato capace di proteggere Susan, il quale sbaglia strada e raggiunge un luogo chiamato "Dogan", dove si imbatte in quello che sembra un cadavere mummificato e inavvertitamente attiva gli antichi macchinari.

### Parte seconda
Mentre Roland, intrappolato nel Pompelmo, fluttua in un modo desolato e giunge a Rombo di Tuono, nel Fine-Mondo, dove gli appare, prima in forma di corvo e poi umana, il suo vecchio nemico Marten, Alain e Cuthbert si ritrovano a dover affrontare il difficile attraversamento di una passerella dall'aspetto troppo fragile, sospesa su un burrone di trenta metri. Dopo che Cuthbert è riuscito a portare oltre lo strapiombo i cavalli spaventati, perdendone uno, Alain tenta di fare lo stesso con l'incosciente Roland, ma questi si sveglia nel momento peggiore, rischiando di far precipitare nel vuoto la sfera e di cadere lui stesso: solo l'estrema abilità di Alain risolve la situazione senza danno.
Tagliando il ponte, i giovani pistoleri impediscono il passaggio agli inseguitori, che sono costretti a interrompere la caccia. Reynolds deve rinunciare alla vendetta immediata, solo per rinviarla al momento in cui Gilead cadrà di fronte a Farson il Buono.
Sheemie, dopo aver subito una qualche sorta di trattamento da quella specie di robot organico (uno "psychic enhancer assistant"), lascia il Dogan senza capire cosa gli sia successo, trasformato in un modo che non può comprendere.

### Parte terza
All'interno del Pompelmo di Maerlyn, Marten mostra a Roland una visione dell'uomo che diventerà e gli rivela che rimarrà solo e sarà diretto responsabile della morte di tutti i propri amici.
Alain, grazie al dono del "tocco" di cui è dotato, tenta di raggiungere e liberare la mente di Roland, correndo il rischio di rimanere intrappolato a sua volta. Mentre l'amico sparisce nel nulla davanti ai suoi occhi, Cuthbert deve affrontare da solo un gigantesco lupo mutante che ha attaccato i cavalli. Prima che lui possa intervenire, un altro lupo attacca invece il corpo incosciente di Roland, il quale però si rianima, pur senza svegliarsi, animato da chissà quali forze oscure, e uccide la bestia a mani nude.
Alain ritorna alla realtà, senza essere riuscito a liberare Roland, proprio mentre il loro campo viene circondato da un intero branco di lupi mutanti.

### Parte quarta
Alain e Cuthbert sfoderano tutta la loro abilità di pistoleri nel combattere i mostruosi animali ed hanno la meglio, ma Alain non riesce ad evitare di essere morso al braccio da quelle fauci avvelenate.
Intanto Marten trasporta Roland a Le Casse Roi Russe, al cospetto di colui che definisce signore ereditario del Medio-Mondo, il Re Rosso, il quale, presentandosi in una forma umanoide che sia sopportabile alla vista e non riduca alla pazzia, accoglie il giovane pistolero dandogli il benvenuto e chiamandolo cugino.
Cuthbert, sparando nel buio a quella che crede essere una nuova minaccia, scopre di aver colpito fatalmente l'innocuo Sheemie. Ma questi, malgrado i due colpi ricevuti nel petto, non solo non muore ma, avvolto in una luce dorata, si serve dei nuovi straordinari poteri di cui è stato dotato per liberare Alain dal veleno che avrebbe potuto ucciderlo. Cuthbert gli chiede allora un nuovo miracolo, liberare Roland, e Sheemie, salito in groppa ad un mulo, sparisce nel Pompelmo Maerlyn.

### Parte quinta
Il Re Rosso, per spiegare le proprie rivendicazioni regali, racconta a Roland che il suo antenato Arthur Eld, antico re dell'Onnimondo, è addirittura il proprio padre: in quei tempi remoti, il re ebbe molte amanti, per proseguire la stirpe, fra cui anche una non umana, della razza dei Grandi Antichi del Prim; il frutto di questa unione è appunto il Re Rosso, che sostiene di avere dunque diritto più di ogni altro a regnare.
Roland e le sue pistole sono il mezzo per penetrare nella Torre Nera, su cui si regge l'ordine del multiverso, che il Re Rosso vuole distruggere per riportare il caos precedente e liberare il popolo del Prim. Il pistolero, rifiutando la proposta del Re Rosso di unirsi a lui per dare inizio alla distruzione e regnare insieme sull'inimmaginabile universo così originato, segna la propria condanna a morte, ma Sheemie interviene giusto in tempo per sottrarlo alla tortura del Re Rosso, prima che questi lo uccida.
Roland si risveglia nel proprio corpo, con ricordi frammentari dei giorni perduti all'interno del Pompelmo e senza aver idea del destino del suo salvatore, non riapparso insieme a lui. Alain e Cuthbert, sollevati dall'averlo ritrovato prima della conclusione di quel terribile viaggio, presto si rendono però conto di non riconoscere il loro amico in quell'uomo freddo e indifferente.
Giunti infine a Gilead, i pistoleri vengono festeggiati dall'intera città, che era in lutto per la loro morte, la cui notizia era stata diffusa dai nemici per colpirne il morale. Steven, nell'accogliere Roland, si accorge che il figlio è molto cambiato, non in meglio, e gli chiede perdono per aver chiesto troppo da lui. Roland non rivela al padre di essere in possesso del Pompelmo di Maerlyn e gli amici gli coprono le spalle, per lealtà verso ciò che era per loro, visto che non sanno chi o cosa sia diventato ora: il Roland che conoscevano è rimasto indietro sulla lunga via del ritorno.

## Contenuti speciali
Alla fine di ogni volume, è presente una storia che narra di Arthur Eld, progenitore della stirpe dei pistoleri e signore di Onnimondo, e della sua sostituzione, da parte di ignoti nemici del re, con un Uffi malvagio.
Nel quarto volume, è presente anche una piccola sezione dedicata al sistema dei dodici Guardiani e dei sei Vettori a loro affidati.

## Pubblicazione
Negli Stati Uniti la miniserie è stata pubblicata in cinque albi mensili, dal 5 marzo 2008 al 2 luglio 2008.
In Italia è stata pubblicata in quattro albi mensili, dal 24 luglio 2008 al 23 ottobre 2008. L'intera miniserie, raccolta in volume, è stata pubblicata nel novembre 2008 dall'abituale editore italiano di Stephen King, Sperling & Kupfer.

## Edizioni in volume
- La lunga via del ritorno. Milano, Sperling & Kupfer, 2008. ISBN 9788820046279